# Giuseppe Callegari
Giuseppe Callegari (Venezia, 4 novembre 1841 – Padova, 14 aprile 1906) è stato un cardinale e vescovo cattolico italiano.

## Biografia

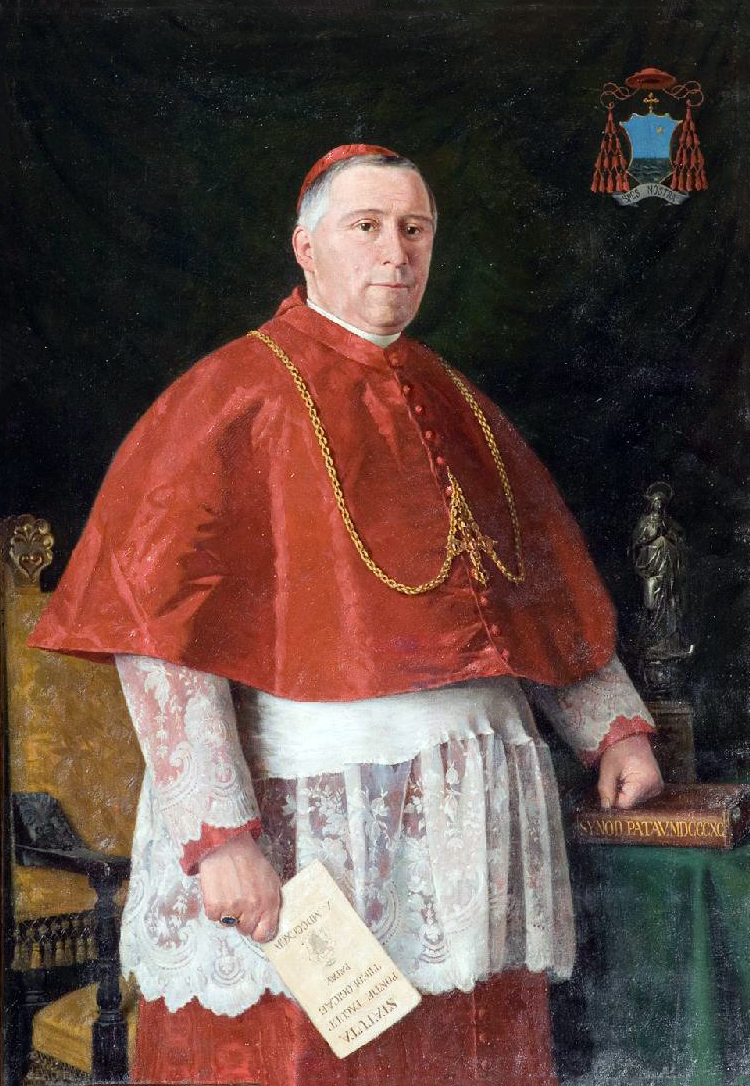
Antonio Ermolao Paoletti, Ritratto del Cardinale Callegari, 1895.

Nacque a Venezia il 4 novembre 1841.
Fu nominato vescovo di Treviso il 28 febbraio 1880, senza averne completamente tutti i requisiti; l'11 marzo successivo il patriarca di Venezia concesse il permesso per ottenere la nomina episcopale. Fu consacrato lo stesso mese nella basilica di San Marco in Venezia da Domenico Agostini, patriarca, assistito da Giovanni Maria Berengo, vescovo di Mantova, e da Giuseppe Apollonio, vescovo di Adria.
Nel 1892 declinò la nomina a patriarca di Venezia e suggerì di promuovere a tale carica il vescovo di Mantova Giuseppe Melchiorre Sarto. Fu presidente della Società Scientifica Italiana dei Cattolici.
Papa Pio X lo elevò al rango di cardinale nel concistoro del 9 novembre 1903, primo concistoro del pontefice.
Morì il 14 aprile 1906 all'età di 64 anni.
Il suo corpo fu sepolto all'interno del cimitero dell'Arcella a Padova nella tomba dei vescovi. I bombardamenti del 1944 distrussero interamente tale luogo di sepoltura. Ora le sue spoglie riposano ricomposte nella cattedrale padovana.

## Genealogia episcopale e successione apostolica
La genealogia episcopale è:
- Cardinale Scipione Rebiba
- Cardinale Giulio Antonio Santori
- Cardinale Girolamo Bernerio, O.P.
- Arcivescovo Galeazzo Sanvitale
- Cardinale Ludovico Ludovisi
- Cardinale Luigi Caetani
- Cardinale Ulderico Carpegna
- Cardinale Paluzzo Paluzzi Altieri degli Albertoni
- Papa Benedetto XIII
- Papa Benedetto XIV
- Papa Clemente XIII
- Cardinale Marcantonio Colonna
- Cardinale Giacinto Sigismondo Gerdil, B.
- Cardinale Giulio Maria della Somaglia
- Cardinale Carlo Odescalchi, S.I.
- Cardinale Fabio Maria Asquini
- Cardinale Giuseppe Luigi Trevisanato
- Cardinale Domenico Agostini
- Cardinale Giuseppe Callegari

La successione apostolica è:
- Arcivescovo Pietro Zamburlini (1893)